# اریق بوقا
اریق بوقا (مغولی: Аригбөх؛ c. ١٢١٩ – ۱۲۶۶ (۴۶−۴۷ سال)) خان (عنوان) بزرگ امپراتوری مغول پسر تولی خان و برادر قوبلای خان و منگوقاآن و هولاکو خان بود.